# Calipso

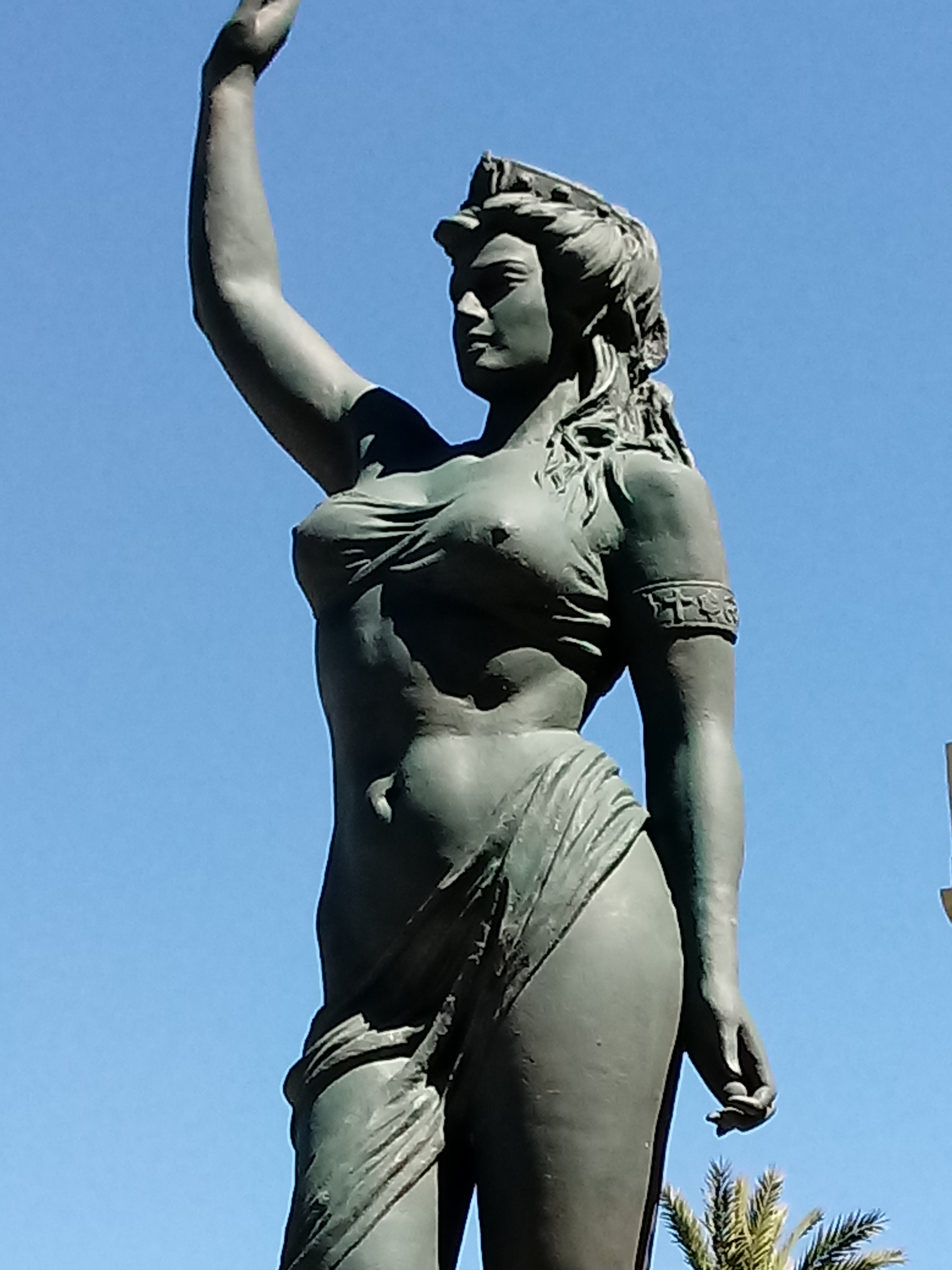
Calipso, estatua de bronce en Ceuta.

En la mitología griega Calipso (en griego: Καλυψώ, Kalypsṓ; «la que oculta») era una ninfa que gobernaba en la isla de Ogigia, donde, según la Odisea de Homero, detuvo a Odiseo durante siete años. Calipso le prometió a Odiseo la inmortalidad si se quedaba con ella, pero Odiseo prefirió regresar a casa. 

## Etimología
En el Etymologicum Magnum se nos dice que la etimología de su nombre corresponde a «la que oculta (el conocimiento)»; καλύπτουσα το διανοούμενον.

## Mitología
La isla de Ogigia era un lugar muy hermoso, tanto que Hermes quedó totalmente embelesado de sus pasajes. En general se conviene que más bien era una isla mítica en occidente, aunque los mitógrafos tardíos ubicaban Ogigia como una isla cercana a Sicilia. Al menos dos autores llaman a Calipso como Eea —confundiéndola con Circe— y especifican que la isla de Eea se situaba en un estrecho entre la Península itálica y Sicilia, como si sugiriesen el estrecho de Mesina, en donde estaban apostadas las terribles Escila y Caribdis.
Según el relato homérico, cuando Odiseo, que se hallaba a la deriva tras naufragar su barco, llegó a esta isla, Calipso lo hospedó en su cueva y lo agasajó con manjares, bebida y su propio lecho. Lo retuvo así durante mucho tiempo: siete años según la Odisea, cinco según el epítome de la Biblioteca mitológica, o uno según Higino. Sea como fuere, dice Hesíodo que Calipso le alumbró a Odiseo dos hijos: Nausítoo y Nausínoo, nombres parlantes relacionados convenientemente con la navegación.
Calipso intentó que Odiseo olvidara su vida anterior, y le ofreció la inmortalidad y la juventud eterna si se quedaba con ella en Ogigia. Pero el héroe se cansó pronto de sus agasajos y empezó a añorar a su esposa: Penélope. Viendo esta situación, Atenea intervino y pidió a Zeus que mandase a Calipso que dejara marchar a Odiseo. Zeus envió a su mensajero Hermes, y Calipso, viendo que no tenía más opción que obedecer, dio a Odiseo materiales y víveres para que se construyera una balsa y continuara su viaje. Odiseo se despidió de ella, no sin cierto recelo por si se tratara de una trampa, y zarpó.
Calipso nunca tiene un final feliz. Unos dicen que durante mucho tiempo estuvo anhelando el regreso de Odiseo con el corazón afligido, esperándolo en la arenas de la playa, pero otros dicen que sucumbió a la tristeza y terminó suicidándose.
El relato de Odiseo y Calipso tampoco ha escapado a la mitología comparada. Se ha sugerido un paralelo con Gilgamesh y Siduri, que aparecen en el Poema de Gilgamesh. Se repite el mismo mitema de la mujer solitaria que da de beber al héroe errante y desesperado y le ayuda a preparar un viaje hacia a un lugar más allá del mar, reservado para una clase especial de personas virtuosas. Y también sucede el mitema de la construcción de la balsa de madera, por consejo de la mujer, pero por obra del héroe.

## Familia
Calipso descendía de un dios preolímpico. Homero la hace hija de Atlas,  no obstante no menciona a la madre. La versión hesiódica dice que era hija de Océano y Tetis, y como tal una de las oceánides.  Una versión tardía nos dice que Calipso es hija de Helios y Perse.  Otros la imaginan como hija de Atlante (Atlas) y Pléyone y la catalogan como una de las Pléyades, pero esta versión es minoritaria.  Aún existe una cuarta versión, que la hace una de las nereidas, pero es dudoso.
En cuanto a su descendencia, existen leyendas posteriores a la Odisea donde se le atribuyen a Odiseo y Calipso otra descendencia diferente, acaso más artificiosa. Unos agregan a Telégono y Telédamo como sus hijos;  otros a Ausón, quien daría origen a Ausonia;  y otros más añaden a Latino,  a pesar de que en otras fuentes es hijo de Circe y Odiseo.  De todas formas a Ausón también se lo imagina como hijo de Atlas y Calipso, de manera alternativa. En la ‘Vuelta a la tierra’, una digresión dentro del Catálogo de mujeres, se sugiere que las altivas tribus del pueblo cefaleno tienen su origen en la unión entre Hermes y Calipso, pero esta interpretación no es unánime.